# شهرستان بری (میشیگان)
شهرستان بری، میشیگان (به انگلیسی: Barry County, Michigan) یک سکونتگاه مسکونی در ایالات متحده آمریکا است که در میشیگان واقع شده‌است.